# 襟川麻衣子
襟川 麻衣子（えりかわ まいこ、4月1日 - ）は、日本の女性声優、競技麻雀のプロ雀士。声優としては、東京俳優生活協同組合（俳協）所属、雀士としては日本プロ麻雀連盟所属で段位は三段。

## 来歴
埼玉県加須市出身。本当は4月2日生まれだが、学年が選べるので母親が4月1日生まれを選んで一つ上の学年になった。中学校の授業がきっかけで演劇の魅力に浸かり、高校では演劇部に所属。文系の大学を卒業後一旦は石鹸販売の会社に就職するも、「自分のやりたいこと」とのギャップを感じて声優学校に入学し、会社員との両立が難しくなったことから仕事を辞めアルバイトをしながら声優学校を卒業。芸能事務所に所属してテレビレポーターやイベントMC、ゲームの声当てなどの芸能活動を始める。
しかし、自身と父親の病気のため仕事を休まざるを得なくなり、仕事のオファーがなくなって芸能事務所を退社。この頃にゲームの声当ての仕事で知り合ったゲーム会社の人たちと麻雀をするようになり、ゲーム会社の人に薦められて（本人も麻雀の実況に興味があり）、2016年に日本プロ麻雀連盟のプロテストを受けて合格（32期後期）、プロ雀士としての活動を始める。連盟では実況やMCを務める機会も多く、2023年からはMリーグのインタビュアーも行っている。
2020年に俳協に入り、声優・タレントとしての活動も本格的に再開している。

## 人物
- 自身で付けたキャッチコピーは「やる気！元気！ど根性！」[4]。
- 目標とする人物は、女優としては寺島しのぶ、声優としてはくまいもとこ。
- 麻雀格闘倶楽部では「ちくわ部」の部長として活動しているが、元々は麻雀プロになる前の芸能活動の中で「ちくわで笛を吹く企画」を行っていたことに由来する[3]。また、ジャージ姿が定着しているが、これは「ちくわ部」を設立した時に「部活と言えばジャージ」と思い付いたからだという。
- 2021年12月からアキクサインコを飼い始めた。名前はひめ。「これは人生の転機だとウィキペディアに書いて欲しい」と「麻雀遊戯王」の「Wikipedia検証回」で述べている[3]。
- 声優兼プロ雀士という共通点がある伊達朱里紗とは、伊達がプロ雀士になる前から交流があり、プライベートでも「えりかわ」「だて」と呼び合う間柄[5]。

## 出演作品

### テレビアニメ
- 超速変形ジャイロゼッター

### ゲーム
- ぎゃる☆がん（筒木めぐむ、相羽凛）
- 感染×少女（大泉花蓮役、他）
- 「ギミックアドベンチャー」（仲間メンマ）
- ラスグレイブ探偵譚「しがたん１」（ベス）
- 麻雀格闘倶楽部 アーケード版、Sp（襟川麻衣子）

### 吹き替え
- 12ラウンド/リローデッド（女無線1、女2、ロバータ）
- ザ・グラビティ（ロージ、他）

### モーションコミック
- 馬鹿かわいい女の子は可愛いと思いませんか？（元気子）
- 女戦士とオークさん（女戦士）
- バクバクバク（神蔵舞）
- 自衛隊上がりのかーちゃんが怖い（内藤、町内会長、年越し番組出演者、お土産屋、食堂のおばちゃん）

### ナレーション
- 竜巻を知る 竜巻から身を守る
- 芸能人が本気で考えた!ドッキリGP（フジテレビ） - 「記憶忍者隊マッサマン」のゲームマスター

### 実況・リポーター
- C.C.9ケーブルテレビ　見て！聞いて！得するテレビ「う・ら・ら」 栃木版リポーター(レギュラー)
- ABEMA 麻雀チャンネル 「Mトーナメント2023」インタビュアー[6]
- ABEMA 麻雀チャンネル 「Mリーグ2023-24」インタビュアー[6]
- 女流モンド杯チャレンジマッチ - 実況
- 麻雀オールスターBS10チャンピオンシップ - 実況
- BEAST X メンバー入替オーディション (BS10) - 実況

### 舞台
- 妖怪百声物語 〜第三夜〜
- 妖怪百声物語 〜第四夜〜
- ことだま屋本舗☆リーディング部 ブクロ支店４
- TABプロダクション　エクストラクラス公演「ほほえみ」ミナミ役

### 麻雀プロとしての獲得タイトル
- 夕刊フジ杯争奪麻雀女王決定戦2023 団体戦優勝（杉浦まゆ、廣岡璃奈とのチーム「麻雀ニュージェネchチーム」として）[7]

### ラジオ
- 「襟川麻衣子のRadio Jack！」　（パーソナリティ）
- 「丸山竜一のドラゴンラジオ」　（ゲスト）
- 「ダブルエーパラダイス 」　（臨時パーソナリティ）
- 「れいれいでぃお」（ゲスト）
- 「麻雀普及委員会 Root for M League」（2022.10.7より準レギュラー）

### イベント
- CLUB 3 STAR IMAIKE「SUNRISE SPIRITS Vol.12～GIRL'S SPIRITS 4」　コーラス、ダンス
- 池袋LIVE INN ROSA 「TAB first LIVE!」　コーラス、ダンス
- 池袋LIVE INN ROSA 「TAB 2ND LIVE!」　ボーカル、コーラス、ダンス

### CD
- ドラマCD 鬼のずんぼらぶー ～そこのけもののけ事件帖番外編